# Rafał Augustyniak
Rafał Augustyniak, född 14 oktober 1993, är en polsk fotbollsspelare som spelar för Legia Warszawa.

## Klubbkarriär
Den 1 juli 2019 blev Augustyniak klar för den ryska Premjer-Liga klubben FK Ural.

## Landslagskarriär
Augustyniak gjorde sin debut för det polska landslaget under förbundskapten Paulo Sousa. Han deltog för första gången i VM-kval matchen mot England som slutade med förlust, 2-1.